# Canadese kampioenschappen veldrijden
De Canadese kampioenschappen veldrijden zijn een jaarlijks terugkerende wedstrijd om te bepalen welke veldrijder er kampioen van Canada wordt.

## Edities
| Jaar  | Datum                    | Staat/Provincie          | Plaats                   |
| ----- | ------------------------ | ------------------------ | ------------------------ |
| 2022  | 26/27-11-2022            | British Colombia         | Langford                 |
| 20/21 | Afgelast wegens COVID-19 | Afgelast wegens COVID-19 | Afgelast wegens COVID-19 |
| 2019  | 02-11-2019               | Ontario                  | Peterborough             |
| 2018  | 10-11-2018               | Ontario                  | Peterborough             |
| 2017  | 28-10-2017               | Quebec                   | Sherbrooke               |
| 2016  | 05-11-2016               | Quebec                   | Sherbrooke               |
| 2015  | 24-10-2015               | Manitoba                 | Winnipeg                 |
| 2014  | 25-10-2014               | Manitoba                 | Winnipeg                 |
| 2013  | 30-11-2013               | British Colombia         | Surrey                   |
| 2012  | 17-11-2012               | British Colombia         | (en) Steveston           |
| 2011  | 05-11-2011               | Ontario                  | Toronto                  |
| 2010  | 06-11-2010               | Ontario                  | Toronto                  |
| 2009  | 10-10-2009               | Alberta                  | Edmonton                 |
| 2008  | 11-10-2008               | Alberta                  | Edmonton                 |
| 2007  | 21-10-2007               | British Colombia         | Kamloops                 |
| 2006  | 11-11-2006               | British Colombia         | Nanaimo                  |
| 2005  | 05-10-2005               | Ontario                  | (en) Hardwood Hills      |

## Kampioenen

### Mannen Elite
| Jaar | Goud                | Zilver                | Brons               |
| 2019 | Michael van den Ham | Marc Andre Fortier    | Alexandre Vialle    |
| 2018 | Michael van den Ham | Geoff Kabush          | Marc Andre Fortier  |
| 2017 | Michael van den Ham | Geoff Kabush          | Mark McConnell      |
| 2016 | Jeremy Martin       | Aaron Schooler        | Geoff Kabush        |
| 2015 | Rafael Gagne        | Geoff Kabush          | Aaron Schooler      |
| 2014 | Mike Garrigan       | Geoff Kabush          | Michael van den Ham |
| 2013 | Geoff Kabush        | Aaron Schooler        | Cameron Jette       |
| 2012 | Geoff Kabush        | Chris Sheppard        | Derrick St. John    |
| 2011 | Chris Sheppard      | Mark Batty            | Aaron Schooler      |
| 2010 | Chris Sheppard      | Mike Garrigan         | Aaron Schooler      |
| 2009 | Geoff Kabush        | Derrick St. John      | Aaron Schooler      |
| 2008 | Geoff Kabush        | Mike Garrigan         | Derrick St. John    |
| 2007 | Mike Garrigan       | Greg Reain            | Max Plaxton         |
| 2006 | Greg Reain          | Geoff Kabush          | Mathieu Toulouse    |
| 2005 | Peter Wedge         | Greg Reain            | Andrew Watson (4e)  |
| 2004 | Geoff Kabush        | Peter Wedge           | Greg Reain          |
| 2003 | Peter Wedge         | Geoff Kabush          | Carter Hovey        |
| 2002 | Roddi Lega          | Andreas Hestler       | Robin Baillie       |
| 2001 | Peter Wedge         | Andreas Hestler       | Carter Hovey        |
| 2000 | Peter Wedge         | Rudi Schnyder         | Carter Hovey        |
| 1999 | Peter Wedge         | Josh Hall             | Paul Spadaccini     |
| 1998 | Peter Wedge         | Paul Spadaccini       | Brian Walton        |
| 1997 | Peter Wedge         | Christian Hansen (7e) | Ed Rushton (8e)     |
| 1996 | Bill Hurley         | Kris Westwood         | Peter Wedge         |

Van 1996 tot en met 2005 reden de heren Elite en Beloften samen in één race. Een getal tussen haakjes (2005 en 1997) geeft aan op welke overall plaats de renner binnenkwam. In 1997 kwam belofte Josh Hall als tweede binnen en in 2005 finishte belofte Christian Meier als derde.
| Succesvolste                         | Succesvolste                                                       | Meervoudige                                                 | Meervoudige                                                                              |
| ------------------------------------ | ------------------------------------------------------------------ | ----------------------------------------------------------- | ---------------------------------------------------------------------------------------- |
| 7-1-1 Peter Wedge 5-6-1 Geoff Kabush | 3-0-1 Michael van den Ham 2-2-0 Mike Garrigan 2-1-0 Chris Sheppard | 1-2-1 Greg Reain 0-2-4 Aaron Schooler 0-2-0 Andreas Hestler | 0-1-2 Derrick St. John 0-1-1 Marc Andre Fortier 0-1-1 Paul Spadaccini 0-0-3 Carter Hovey |

### Mannen onder 23 (beloften)
| Jaar | Goud                 | Zilver              | Brons                   |
| 2019 | Gunnar Holmgren      | Tyler Orschel       | Tyler Clark             |
| 2018 | Gunnar Holmgren      | Raphaël Auclair     | Quinton Disera          |
| 2017 | Raphaël Auclair      | Brody Sanderson     | Trevor O’Donnell        |
| 2016 | Peter Disera         | Quinton Disera      | Trevor O’Donnell        |
| 2015 | Peter Disera         | Danick Vandale      | Isaac Niles             |
| 2014 | Danick Vandale       | William Elliott     | Christopher Prendergast |
| 2013 | Michael van den Ham  | Marc-Antoine Nadon  | Connor Wilson           |
| 2012 | Evan McNeely         | Evan McNeely        | Andrew l’Esperance      |
| 2011 | Evan McNeely         | Jared Stafford      | Jeremy Martin           |
| 2010 | Evan McNeely         | Jared Stafford      | Garrett McLeod          |
| 2009 | Evan Guthrie         | Simon Lambert-LeMay | Brian Robinson          |
| 2008 | Mikael Bidniak       | David Larson        | Kyle Fry                |
| 2007 | Mark Batty           | Kyle Douglas        | Brian Robinson          |
| 2006 | Kyle Douglas         | Aaron Schooler      | Shaun Adamson           |
| 2005 | Christian Meier (3e) | Ryan Hopping        | Martin Lazarski         |
| 2004 | Christian Meier      |                     |                         |
| 2003 | Kris Sneddon         |                     |                         |
| 2002 | Dustin MacBurnie     |                     |                         |
| 2001 | Stuart Hughes        |                     |                         |
| 2000 | Stuart Hughes        |                     |                         |
| 1999 | Rafael Kuncewicz     |                     |                         |
| 1998 | Josh Hal             |                     |                         |
| 1997 | Josh Hal (2e)        |                     |                         |
| 1996 | Josh Hal             |                     |                         |

Van 1996 tot en met 2005 reden de heren Elite en Beloften samen in één race. In 1997 kwam belofte Josh Hall als tweede binnen en kwam de zilveren medaillist bij de elite pas als 7e over de meet. In 2005 finishte belofte Christian Meier als derde.
| Succesvolste                                         | Succesvolste                                                                       | Meervoudige                                                   | Meervoudige                                                                           |
| ---------------------------------------------------- | ---------------------------------------------------------------------------------- | ------------------------------------------------------------- | ------------------------------------------------------------------------------------- |
| 3-1-0 Evan McNeely 3-0-0 Josh Hal 2-1-0 Evan McNeely | 2-0-0 Gunnar Holmgren 2-0-0 Peter Disera 2-0-0 Christian Meier 2-0-0 Stuart Hughes | 1-1-0 Raphaël Auclair 1-1-0 Danick Vandale 1-1-0 Kyle Douglas | 0-2-0 Jared Stafford 0-1-1 Quinton Disera 0-0-2 Trevor O’Donnell 0-0-2 Brian Robinson |

### Mannen onder 19 (junioren)
| Jaar | Goud              | Zilver           | Brons               |
| 2019 | Jacob Rubuliak    | Matthew Leliveld | Jeremie La Grenade  |
| 2018 | Carter Woods      | Conor Martin     | Dylan Kerr          |
| 2017 | Tyler Clark       | Colton Woods     | William Cote        |
| 2016 | Gunnar Holmgren   | Conor Martin     | Tyler Clark         |
| 2015 | Quiton Disera     | Gunnar Holmgren  | Oliver Evans        |
| 2014 | Oliver Evans      | Quiton Disera    | Willem Boersma      |
| 2013 | Willem Boersma    | Mason Burtnik    | Sean Germaine       |
| 2012 | Peter Disera      | Trevor Pearson   | Willem Boersma      |
| 2011 | Yohan Patry       | Tommy Beaulieu   | Benjamin Perry      |
| 2010 | Benjamin Perry    | Karl Hoppner     | Felix Coté Bouvette |
| 2009 | Kris Dahl         | Conor O’Brien    | Kiernan Orange      |
| 2008 | Evan Guthrie      | Kris Dahl        | Kevin Thorpe        |
| 2007 | David Larson      | Evan Guthrie     | Alex McCormick      |
| 2006 | Spencer Smitheman | Garrett McLeod   | David Larson        |
| 2005 | Mike Bidniak      | Garrett McLeod   | Tim Clarke          |
| 2003 | Max Plaxton       |                  |                     |
| 2002 | Martin Lazarski   |                  |                     |
| 2001 | Shawn Bunnin      |                  |                     |
| 2000 | Ryan Roth         |                  |                     |
| 1999 | Peter Sanowar     |                  |                     |
| 1998 | Charlie Gorman    |                  |                     |
| 1997 | Peter Mazur       |                  |                     |
| 1996 | Rudy Asseers      |                  |                     |

| Succesvolste                                                                 | Succesvolste                                                                                      | Meervoudige                             |
| ---------------------------------------------------------------------------- | ------------------------------------------------------------------------------------------------- | --------------------------------------- |
| 1-1-0 Gunnar Holmgren 1-1-0 Quiton Disera 1-1-0 Kris Dahl 1-1-0 Evan Guthrie | 1-0-2 Willem Boersma 1-0-1 Tyler Clark 1-0-1 Oliver Evans 1-0-1 Benjamin Perry 1-0-1 David Larson | 0-2-0 Conor Martin 0-2-0 Garrett McLeod |

### Vrouwen Elite
| Jaar | Goud                     | Zilver               | Brons                |
| 2019 | Maghalie Rochette        | Jenn Jackson         | Sandra Walter        |
| 2018 | Maghalie Rochette        | Jenn Jackson         | Sandra Walter        |
| 2017 | Christel Ferrier-Bruneau | Maghalie Rochette    | Mical Dyck           |
| 2016 | Maghalie Rochette        | Sandra Walter        | Mical Dyck           |
| 2015 | Mical Dyck               | Sandra Walter        | Leah Kirchmann       |
| 2014 | Catharine Pendrel        | Maghalie Rochette    | Sandra Walter        |
| 2013 | Catharine Pendrel        | Mical Dyck           | Wendy Simms          |
| 2012 | Mical Dyck               | Wendy Simms          | Emily Batty          |
| 2011 | Emily Batty              | Pepper Harlton       | Mical Dyck           |
| 2010 | Wendy Simms              | Katy Curtis          | Catharine Pendrel    |
| 2009 | Alison Sydor             | Pepper Harlton       | Natasha Elliott      |
| 2008 | Wendy Simms              | Pepper Harlton       | Sarah Stewart        |
| 2007 | Wendy Simms              | Alison Sydor         | Lyne Bessette        |
| 2006 | Lyne Bessette            | Wendy Simms          | Mical Dyck           |
| 2005 | Lyne Bessette            | Wendy Simms          | Stacey Spencer       |
| 2004 | Wendy Simms              | Samantha Nicholson   | Tara Ross            |
| 2003 | Wendy Simms              | Samantha Nicholson   | Kelly Jones          |
| 2002 | Lyne Bessette            | Shauna Gilles-Smith  | Marie-Hélène Prémont |
| 2001 | Shauna Gillies-Smith     | Marg Fedyna          | Annie Tykwinski      |
| 2000 | Shauna Gillies-Smith     | Lisa Licis           | Shannon Hood         |
| 1999 | Chrissy Redden           | Sophie Saint-Jacques | Marg Fedyna          |
| 1998 | Chrissy Redden           | Susan Palmer-Komar   | Eva Kuzyk            |
| 1997 | Chrissy Redden           | Marg Fedyna          | Lisa McGilvray       |
| 1996 | Chrissy Redden           | Kim Horrocks         | Kyna Hamill          |

| Succesvolste                                                                       | Succesvolste                                                        | Meervoudige                                                                   | Meervoudige                                                   |
| ---------------------------------------------------------------------------------- | ------------------------------------------------------------------- | ----------------------------------------------------------------------------- | ------------------------------------------------------------- |
| 5-3-1 Wendy Simms 4-0-0 Chrissy Redden 3-2-0 Maghalie Rochette 3-0-1 Lyne Bessette | 2-1-4 Mical Dyck 2-0-1 Catharine Pendrel 2-0-0 Shauna Gillies-Smith | 1-1-0 Alison Sydor 1-0-1 Emily Batty 0-3-0 Pepper Harlton 0-2-3 Sandra Walter | 0-2-1 Marg Fedyna 0-2-0 Jenn Jackson 0-2-0 Samantha Nicholson |

### Vrouwen onder 23 (beloften)
| Jaar | Goud          | Zilver                    | Brons               |
| 2019 | Sidney McGill | Ruby West                 | Dana Gilligan       |
| 2018 | Ruby West     | Dana Gilligan             | Laurie Arseneault   |
| 2017 | Ruby West     | Magdeleine Vallieres Mill | Dana Gilligan       |
| 2016 | Sidney McGill | Ruby West                 | Erica Leonard       |
| 2015 | Ruby West     | Dana Gilligan             | Maggie Coles-Lyster |

| Succesvolste    | Succesvolste        | Meervoudige         |
| --------------- | ------------------- | ------------------- |
| 3-2-0 Ruby West | 2-0-0 Sidney McGill | 0-2-2 Dana Gilligan |

### Vrouwen onder 19 (junioren)
| Jaar | Goud            | Zilver          | Brons        |
| 2019 | Emilly Johnston | Nicole Bradbury | Kelly Lawson |

Kampioenschappen:  Wereldkampioenschappen ·
 Europese kampioenschappen ·
 Pan-Amerikaanse kampioenschappen
 België ·
 Canada ·
 Denemarken ·
 Duitsland ·
 Finland ·
 Frankrijk ·
 Hongarije ·
 Ierland ·
 Italië ·
 Japan ·
 Kroatië ·
 Luxemburg ·
 Nederland ·
 Nieuw-Zeeland ·
 Noorwegen ·
 Oostenrijk ·
 Polen ·
 Servië ·
 Slowakije ·
 Spanje ·
 Tsjechië ·
 Verenigd Koninkrijk ·
 Verenigde Staten ·
 Zweden ·
 Zwitserland
Klassementen:  Wereldbeker ·
 Superprestige ·
 X²O Badkamers Trofee ·
 HSF System Cup ·
 USCX Series ·
 Coupe de France ·
 National Trophy Series ·
 Giro d'Italia Ciclocross ·
 Copa de España ·
 New England Series ·
 Swiss Cyclocross Cup
Overig:  Exact Cross
Voormalig:  EKZ CrossTour ·  Rectavit Series ·  US Cup